# Tough Love
Tough Love é o segundo single póstumo do DJ sueco Avicii, com participação da cantora sueca Agnes e da dupla Vargas & Lagola. A faixa foi lançada em 9 de maio de 2019, e o videoclipe estreou em 14 de maio, como o segundo single do álbum póstumo de estúdio TIM.

## Composição
Avicii já havia colaborado com Vincent Pontare e Salem Al Fakir, da dupla Vargas & Lagola, em faixas como "Silhouettes", "Hey Brother", "Without You" e "Friend of Mine". Ele começou a trabalhar em "Tough Love" em 2016, antes de seu último show no Ultra Miami. Originalmente, a música tinha uma estrutura diferente, mas foi retrabalhada durante as últimas sessões de estúdio do álbum Tim, em março de 2018. Antes de falecer, Avicii enviou uma mensagem para Salem e Vincent, dizendo que queria que a canção fosse um dueto entre "um casal real. Ou um casal que trabalhou junto o suficiente para ser quase considerado um casal!". A esposa de Pontare, a cantora sueca Agnes Carlsson, também participa da música. "Tough Love" inclui ainda influências indianas do filme Raanjhanaa (especificamente da música "Banarasiya"), em um trecho melódico inspirado pelos estudos de Avicii sobre a música do noroeste da Índia, que ele havia mostrado a Vincent Pontare e Salem Al Fakir antes de sua morte.

## Créditos
Créditos adaptados da IMDB.
- Avicii – compositor, produtor, baixo, teclado, bateria, programação
- Vincent Pontare – compositor, produtor, programação
- Salem Al Fakir – compositor, produtor, violão, cordas, programação
- Sebastian Furrer – programação
- Kristoffer Fogelmark – produtor vocal
- Isak Alverus – compositor
- Marcus Thunberg Wessel – engenheiro
- Kevin Grainger – mixeagem e masterização
- Sören von Malmborg – mixador adicional
- Julio Rodriguez Sangrador – mixagem e masterização
- Agnes – vocais
- Vargas e Lagola – vocais

## Certificações
| País                | Certificação |
| ------------------- | ------------ |
| Brasil (Pro-Música) | Ouro         |